# Iberworld
Pour les articles homonymes, voir IWD.
Iberworld (code AITA : TY ; code OACI : IWD) est une compagnie aérienne espagnole appartenant au groupe espagnol ORIZONIA CORPORACION spécialisé dans le tourisme.

## Destinations
IBERWORLD AIRLINES propose un grand nombre de destinations, et dessert les Iles Canaries et les Baléares au départ d'un nombre significatif de grandes villes européennes et de la péninsule ibérique..
Ses Airbus A330, ayant comme base les aéroports de Madrid-Barajas et Barcelone, relient les grandes zones touristiques que sont les Caraïbes, la République Dominicaine, le Mexique, la Jamaïque et le Brésil.
- Allemagne: Brème, Cologne, Hanovre, Munich
- Algérie: Hassi Messaoud
- Belgique : Liège, Bruxelles, Ostende
- Brésil: Salvador de Bahía
- Bulgarie: Burgas
- Danemark: Billund
- Égypte: Asouan, le Caire, Luxor
- Espagne: Lanzarote, Málaga, Barcelona, Bilbao, Fuerteventura, Ibiza, Las Palmas, Madrid, Mahón, Oviedo, Palma de Mallorca, Santiago de Compostela, Sevilla, Tenerife-Sur, Vigo, Vitoria, Valencia, Valladolid, Zaragoza, Reus
- France: Metz, Bâle-Mulhouse, París-Orly, Strasbourg
- Finlande: Turku
- Gambie: Banjul
- Grèce: Athènes, Corfou, Heraklion, Kos
- Irlande: Dublín, Cork, Shannon, Kerry, Connaught
- Italie: Bergame, Bologne, Catane, Milan, Venise, Vérone, Naples
- Jamaïque: Montego Bay
- Kenya: Nairobi
- Mali: Bamako
- Mexique: Cancún
- Norvège: Allesund, Stavanger, Haugesund, Bodo, Trondheim
- Portugal: Porto, Faro, Funchal, Lisbonne
- Royaume-Uni: Bournemouth, Cardiff, Édimbourg, Glasgow, Humberside, Leeds-Bradford, Manchester, Tees-Side, Prestwick, Londres-Stansted
- République dominicaine: Punta Cana
- Serbie: Belgrade
- Suède: Karlstad, Vaxjo, Jonkoping, Vasteras, Kalmar, Stockholm
- Tanzanie: Zanzíbar
- Tunisie: Tunis

## Flotte
Actuellement, IBERWORLD AIRLINES, S.A. est composée d'une flotte comprenant :
- 7 Airbus A320 (EC-KDD) (EC-HZU) (EC-INZ) (EC-KEN) (EC-IMU) (EC-KBQ) (EC-JQP)
- 3 Airbus A330-300 (EC-KCP) (EC-IJH) (EC-JHP)

Dispose d'une filiale au Portugal, Orbest. Sa flotte se compose d'un Airbus A330-200, opérant ces vols pour des voyagistes.

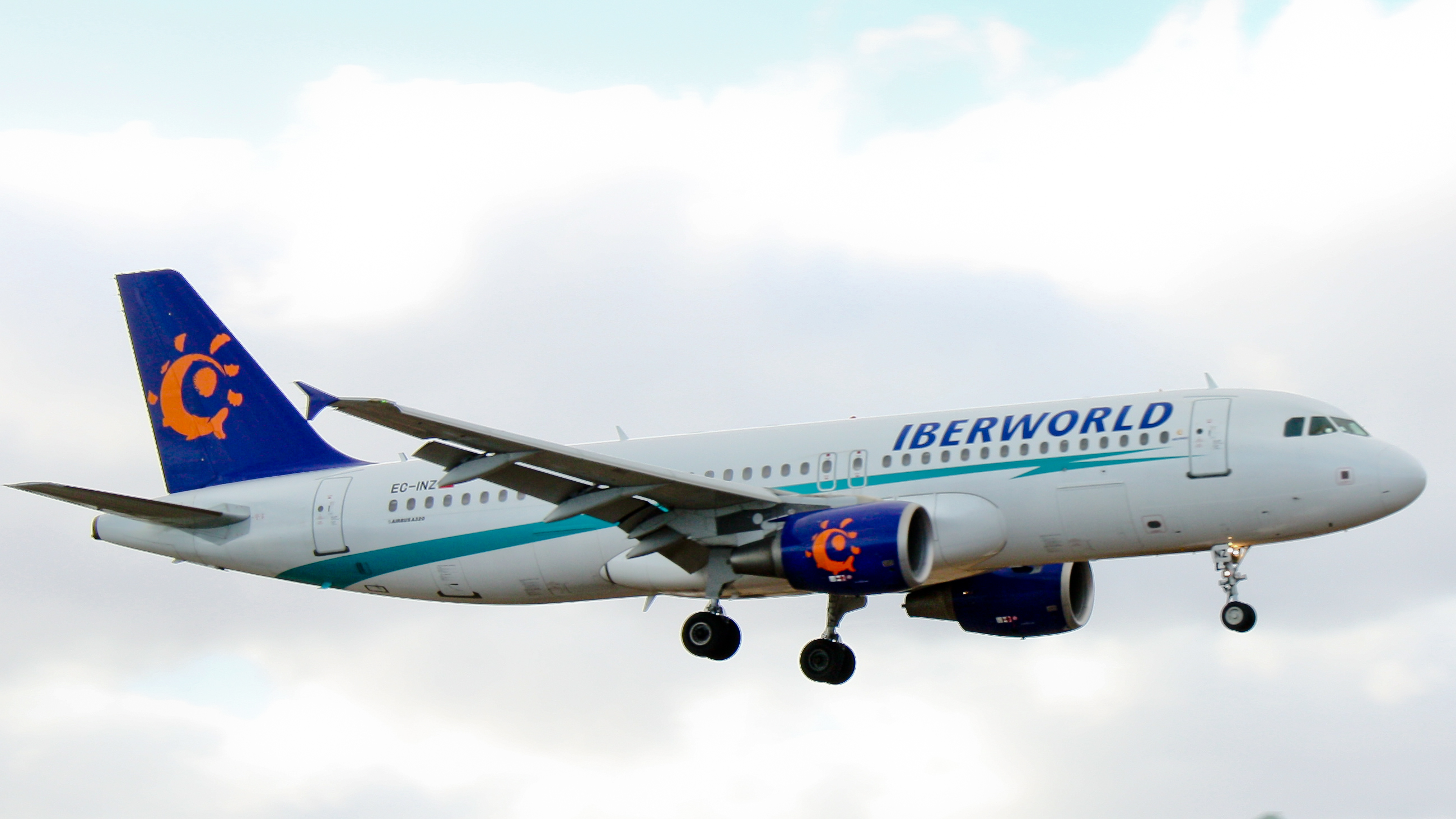

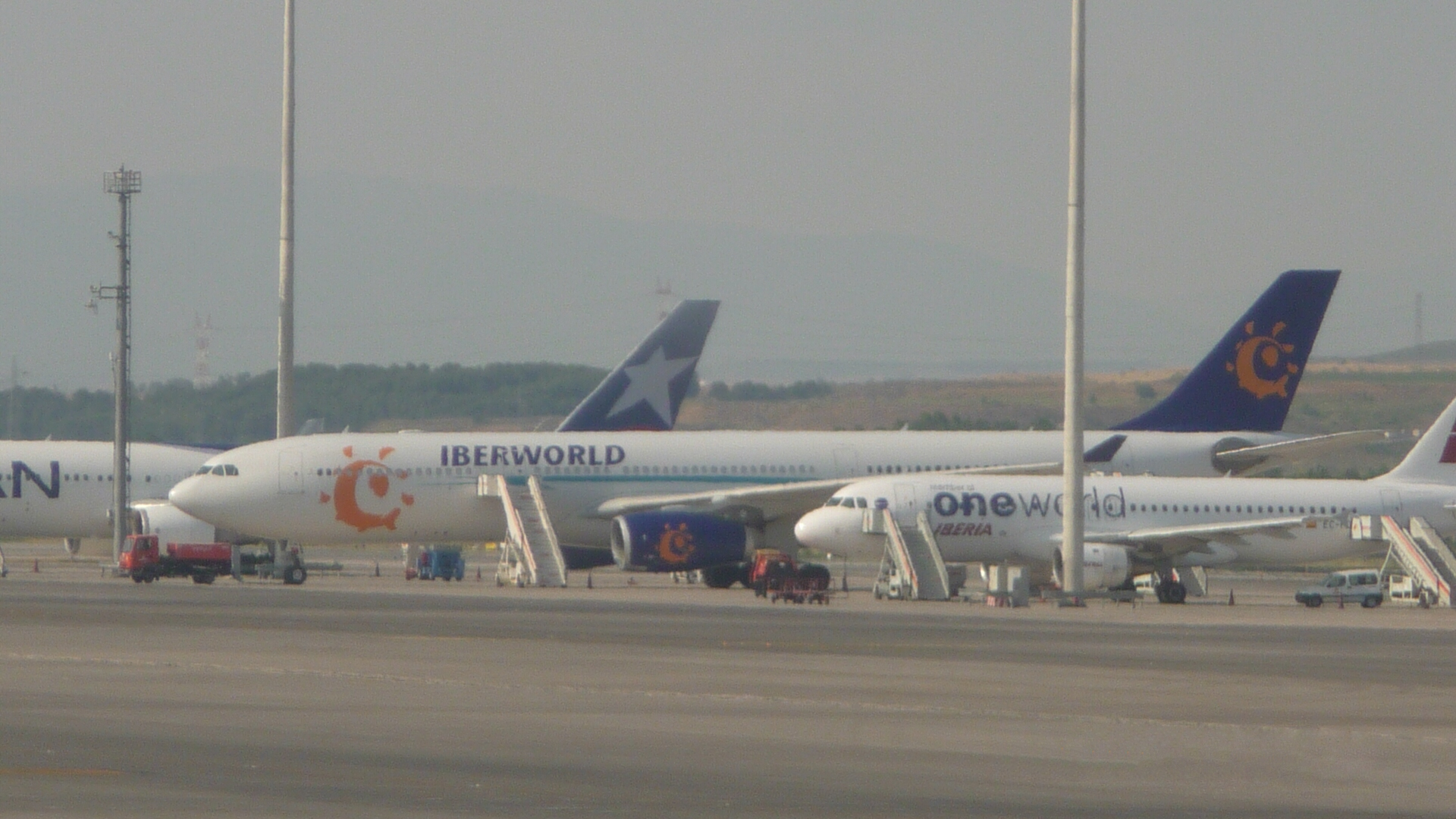